# Hélder Sousa Silva
Hélder António Guerra de Sousa Silva, né le 21 juillet 1965 à Mafra, est un ingénieur électrique et homme politique portugais du Parti social-démocrate. Il a également été député à l'Assemblée de la République, entre 2011 et 2013, élu par la circonscription de Lisbonne,. Son mandat de député prend fin lorsqu'il est élu, sous la bannière du PSD, maire de Mafra, ville de la banlieue de Lisbonne, d'environ 70 000 habitants. Il est réélu en 2017 et en 2021. Il est élu député européen de la Xe législature en Juillet 2024, démissionnant ainsi de son poste de maire à Mafra.
Fort d'une vaste expérience professionnelle, il a notamment été conseiller municipal de Mafra, directeur des services au ministère de l'Intérieur, officier de l'armée, professeur d'université et représentant auprès de plusieurs entités publiques et privées. Ses domaines d'intérêt sont la politique, la sécurité et la protection civile, le tourisme, les technologies de l'information et les télécommunications.
Au Parlement Européen, où il tente de faire rayonner la culture portugaise, il est membre des commissions parlementaires de la Sécurité et la Défense (SEDE), du Budget (BUDG) et de la culture, l'éducation et la jeunesse (CULT). Il est aussi très actif dans la délégation entre l'Union Européenne et le Brésil.

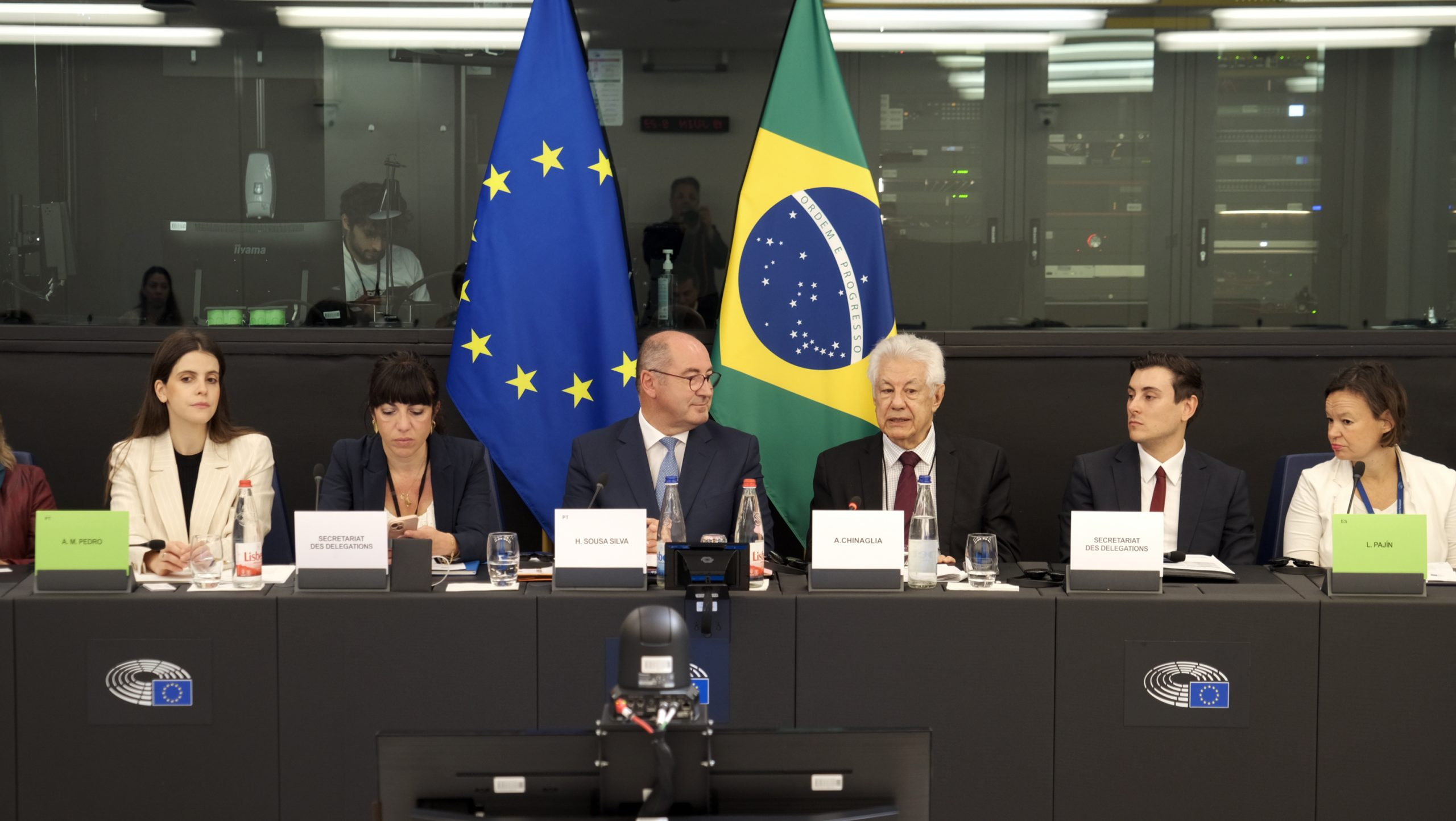
Mr Hélder Sousa Silva lors d'une réunion de la délégation EU-Brésil en Juin 2025